# Mount Galloway
Mount Galloway is het hoogste punt op Antipodeneilanden, een eilandengroep ongeveer 800 kilometer ten zuidoosten van Christchurch, Nieuw-Zeeland. De top reikt tot 402 meter boven zeeniveau. Er wordt beweerd dat dit ook de vulkaan is met de meest recente uitbarsting van de vulkanen op de eilanden, maar een exacte eruptiedatum is onbekend. Mount Galloway en Mount Waterhouse zouden tijdens die meest recente uitbarsting ontstaan zijn. Deze bergen dateren minstens uit het Holoceen.
Mount Galloway ligt aan de westzijde van het grootste eiland van de groep. Kapitein Fairchild (1834 -1898) beschreef de berg als een kale heuvel met een ronde top. Over deze Kapitein Fairchild werd geschreven: "Er is waarschijnlijk geen man die beter bekend is met de kusten en havens van Nieuw-Zeeland, die populairder was of hoger gerespecteerd"..
Chapman bereikte de top van Mount Galloway in 1903 en beschrijft dat als "Goede grond, bedekt met Pleurophyllum en laaggroeiende Ligusticum. Dankzij mist slaagden we er niet in het heldere meer te zien dat daar zou zijn. Er was veel platte grond daarboven, die letterlijk wemelde van de albatrossen".
Dit meer van ongeveer 5.5 hectare werd door W. Dougall gezien op de top van Mount Galloway.
De grootste van de drie soorten van Coprosma planten komt alleen op Mt Galloway voor. De berg is ook de woonplaats van een kleine parkiet (Platycercus novae-zelandiae).